# 牟朝宗
牟朝宗（1513年—？年），字子一，四川敘州府宜賓縣人，民籍，正月十三日生，行一，治《詩經》，明朝政治人物。

## 生平
由縣學附學生中式四川鄉試第十一名舉人，年二十三歲中式嘉靖十四年（1535年）乙未科會試第四十一名，第三甲第八十七名進士。官兵部武选司主事，累升按察司副使，三十五年正月考察以罢软去職。

## 家族
曾祖牟剛；祖牟仕英；父牟勤；母屈氏。慈侍下。